# Jacques Fieschi
Jacques Fieschi (* 1948 in Algerien) ist ein französischer Drehbuchautor. Nach seinem Literaturstudium war er in den 1970er Jahren als Filmkritiker und Herausgeber der Zeitschrift Cinématographe für 10 Jahre tätig. Er ist seit Mitte der 1980er Jahre als Drehbuchautor tätig. Bis heute war er an mehr als 30 Filmproduktionen beteiligt. In den 1990er Jahren wurde er drei Mal für den César nominiert. Bei den Internationalen Filmfestspielen von Venedig im Jahr 1992 wurde Fieschi gemeinsam mit Claude Sautet mit einem Silberner Löwen geehrt. Eine langjährige Zusammenarbeit verbindet ihn auch mit der Regisseurin Nicole Garcia.

## Filmografie (Auswahl)
- 1983: Auf das, was wir lieben (À nos amours) – Darsteller
- 1985: Der Bulle von Paris (Police)
- 1988: Einige Tage mit mir (Quelques jours avec moi)
- 1988: Ville étrangère
- 1990: Weekend für zwei (Un week-end sur deux)
- 1992: Wilde Nächte (Les nuits fauves)
- 1992: Ein Herz im Winter (Un cœur en hiver)
- 1995: Nelly & Monsieur Arnaud
- 1998: Place Vendôme
- 1998: Schule des Begehrens (L’école de la chair)
- 1999: Augustin, Kung-Fu-König (Augustin, roi du Kung-fu)
- 2000: Sade
- 2002: L’adversaire
- 2003: Nathalie
- 2006: Selon Charlie
- 2010: Das Mädchen von gegenüber (Un balcon sur la mer)
- 2014: Yves Saint Laurent
- 2016: Die Frau im Mond – Erinnerung an die Liebe (Mal de pierres)
- 2017: Das Mädchen, das lesen konnte (Le semeur)
- 2018: Die Erscheinung (L‘apparition)
- 2020: Lovers – Die Liebenden (Amants)
- 2021: Verlorene Illusionen (Illusions perdues)
- 2023: Rosalie
- 2024: Bolero
- 2025: La femme la plus riche du monde